# María Carmen Izcua
María Carmen Izcua Barbat de Muñoz Ximénez (Montevideo, 1885-1952) fue una poeta y narradora uruguaya, especialmente reconocida por sus textos de fábulas para niños y su poesía con temáticas maternales.

## Biografía
Fue hija del abogado y escritor Marcelino Izcúa Barbat y de Mercedes Muñoz Anaya.
Su primer libro de fábulas, titulado "Fábulas" se publicó en 1915, y contó con ilustraciones de Radaelli. Según Giselda Welker, el mismo alcanzó muy poca difusión ya que casi la totalidad de sus volúmenes fueron adquiridos por el Consejo de Enseñanza para ser destinados a las bibliotecas escolares. Julio J. Casal definió esta obra "dentro del índice del clasicismo", que sin embargo tenía "un matiz personal, cierta gracia nueva al reflejar en su cristal, el paisaje hermoso pero monótono de los viejos motivos de la poesía".
En 1922 publicó su libro "Alma", en el cual reunió las poesías dispersas que había escrito hasta el momento. Juan Parra del Riego afirmó en su "Antología de poetisas americanas" que los textos contenidos en el libro "Eran versos que descubrían una imaginación emotiva y colorista de músico moderno. Algo de ese dolor nocturno y pintoresco de ciertos aires de Debussy. Matización incisiva y rápida, suntuosa y triste". Por su parte Casal comentó que en esta obra se encontraban "dos vuelos completamente distintos. El vuelo compacto, bien orientado, de las golondrinas que van hacia otras tierras —verso siempre medido— y el vuelo del pájaro libre, suelto en la luz de la naturaleza— sin rumbo fijo— verso ultraísta". Al igual que su libro anterior, "Alma" se agotó rápidamente.

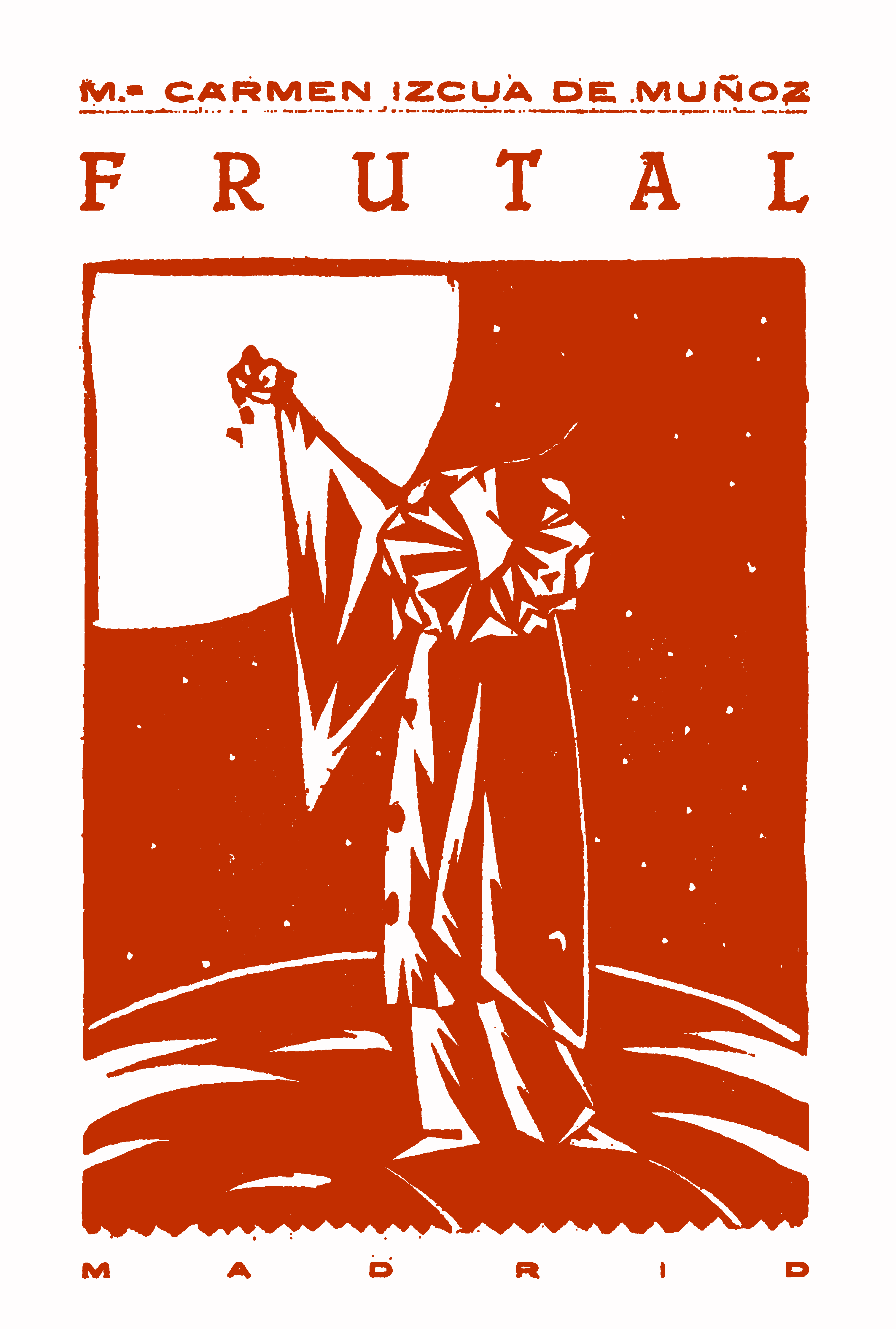
Portada de su libro "Frutal", publicado en 1924, con el cual alcanzó popularidad internacional.

Posteriormente publicó el libro de poesías "Frutal" en Madrid en el año 1924, el cual según Welker, representó para la autora su paso al éxito y su consagración definitiva. Esta obra contó con un soneto de Manuel Machado dedicada a la autora, y un prólogo de Juana de Ibarbourou, quien se refirió a Izcua de la siguiente forma:

Faltaba en la lírica americana la voz maternal, la que hiciera la alabanza al hijo, la que cantara el amor al niño propio con plena y expermientada verdad. Aquí está. Es ella misma "la gallinita multimillonaria, loca de pollitos debajo del ala", y son sus propios y bellísimos hijos los que vemos pasar a través de sus versos llenos de dulzura y claridad.

¡Bienhaya este libro de madre joven y armoniosa que ha encontardo su "fuente de poesía" en el hogar, donde la belleza fluye más verdadera y más honda; en su casa, al lado del compañero y de los hujos! Libro nuevo éste, libro puro, que conquistará de inmediato las simpatías fervorosas de cuantos lo lean, porque su autora, siendo una poetisa de talento, es a la vez algo mejor que una simple cinceladora de versos bellos: es un alto limpísimo y amoroso espíritu de mujer.

Su siguiente libro fue "Antena de pájaros" (1929) y contó con una portada de la escritora y artista plástica Giselda Welker. Fue reseñado por Juvenal Ortiz Saralegui en la revista literaria dirigida por Julio J. Casal, Alfar. En 1941 publicó el libro "Arca de Noé, colección de fábulas y apólogos", el cual contó con un prólogo de Víctor Pérez Petit.
Colaboró con textos poéticos en varios periódicos y revistas uruguayas y extranjeras, como Tabaré, La Cruz del Sur y Alfar.
También aportó letra a algunas composiciones musicales, como el "Himno del Juventus" con música de Alberto González y el "Himno de la liga Nacional contra el alcoholismo" con música de Sara Conde de Rodríguez.

## Temáticas
Según Sylvia Puentes de Oyenard, Izcua fue la primera uruguaya en publicar textos poéticos exclusivamente dedicados a la niñez, mientras que Giselda Welker, Juvenal Ortiz Saralegui y Juana de Ibarbourou coinciden en ubicar la maternidad y el amor a sus hijos como uno de los temas predominantes de su poesía. Asimismo, Luisa Luisi la definió como representante de la "nota maternal y vegetativa" en la poesía femenina. Welker, por su parte, afirmó que Izcua fue la primera mujer de habla castellana en publicar fábulas, género literario que hasta el momento se encontraba exclusivamente en manos de hombres.
La poeta chilena Gabriela Mistral escribió un análisis sintético de su obra, refiriéndose a ella como "Poesía fresca, de pura salud, que se aproxima en excelencia a la de la gran Juana, hoy maestra de todas. Espontaneidad gozosa y que pone gozo en el lector. Una ternura inacabable a través de todo el libro. La "madre" asomada a la literatura, suceso hasta hace poco escaso en nuestras tierras. Y una bondad que circula por la poesía entera como una abundante agua de riego.".

## Obra
- Fábulas (fábulas. 1915)
- Alma (poesías. 1922)
- Frutal (poesías. Editorial Marineda. Madrid, 1924)
- Antena de pájaros (poesías. Palacio del Libro. 1929)
- Arca de Noé, colección de fábulas y apólogos (fábulas. Editorial Claridad. 1941)